# Fernando Quiroga y Palacios
Fernando Quiroga Palacios (21 de janeiro de 1900 - 7 de dezembro de 1971) foi um cardeal espanhol da Igreja Católica Romana que serviu como arcebispo de Santiago de Compostela de 1949 até sua morte e foi elevado ao cardeal em 1953 pelo Papa Pio XII.

## Biografia
Fernando Quiroga Palacios nasceu San Pedro de Maceda, perto Maceda, Ourense, e estudou no seminário em Ourense, a Pontifícia Universidade de Santiago de Compostela, e o Pontifício Instituto Bíblico, em Roma. Ordenado ao sacerdócio em 10 de junho de 1922, ele terminou seus estudos em 1925. Ao fazer pastoral trabalho em Ourense, Quiroga também foi um professor e conselheiro espiritual no seminário Ourense de 1925 a 1942. Em 1942, ele foi nomeado cônego leitoral do capítulo da catedral de Valladolid, onde também fez trabalho pastoral e seminário até 1945.
Em 24 de novembro de 1945, Quiroga foi nomeado bispo de Mandonhedo pelo Papa Pio XII. Ele recebeu sua consagração episcopal em 24 de março de 1946, do arcebispo Antonio García y García, assistido pelos bispos Francisco Blanco Nájera e José Soutop Vizoso, no santuário da Gran Promesa del Sagrado Corazón. Quiroga foi promovido a arcebispo de Santiago de Compostela em 4 de junho de 1949 e mais tarde Cardeal-presbítero de Santo Agostinho por Pio XII no consistório de 12 de janeiro de 1953.
Ele serviu como legado papal ao Congresso Mariano em Manila, Filipinas, em dezembro de 1954, e foi um dos cardeais eleitores do conclave papal de 1958. De 1962 a 1965, Quiroga participou do Concílio Vaticano II, durante o qual participou do conclave de 1963, que selecionou o papa Paulo VI. O cardeal foi o primeiro Presidente da Conferência Episcopal Espanhola, servindo de 1966 a 1969.
Quiroga morreu em Madri aos 71 anos de idade. Ele está enterrado na Catedral de Santiago de Compostela.